# Ello (Lombardei)
Ello ist eine Gemeinde in der Provinz Lecco in der italienischen Region Lombardei mit 1185 Einwohnern (Stand 31. Dezember 2023). 

## Geographie
Ello liegt etwa 8 km südwestlich der Provinzhauptstadt Lecco und 40 km nordöstlich der Millionen-Metropole Mailand. Die umfasst die Fraktionen Boggia, Ello, Marconaga, Vedizero und Zero. Im Jahr 1971 hatte die Gemeinde Ello eine Fläche von 241 Hektar.
Die Nachbargemeinden sind Colle Brianza, Dolzago, Galbiate und Oggiono.

## Geschichte
Im Jahr 1162 stellte Kaiser Friedrich I. (HRR) dem Abt von Civate ein Diplom aus, das die Besitztümer der Abtei bestätigte, einschließlich derjenigen, die durch Lehen und Verträge mit Privatpersonen erworben worden waren, und das jegliche Einmischung und Macht über die Güter und Personen der Abtei verbot: Ello wurde unter den Gütern und Ortschaften (nicht als das gesamte Dorf zu verstehen, sondern als mehr oder weniger ausgedehnte Bauernhöfe im Gebiet des Ortes) aufgeführt. In den Statuten für die Straßen und Gewässer des Herzogtums Mailand wurde er in der Gemeinde Oggiono als el locho de Ello aufgeführt. Im Jahr 1412 leistete die Gemeinde Ello mittels Prokuratoren einen Treueeid auf Filippo Maria Visconti, der der Martesana superiore (Monte di Brianza) die bereits von Bernabò Visconti im Jahr 1373 und Giangaleazzo Visconti im Jahr 1385 gewährten Steuerbefreiungen für die loca et cassine Montis Brianze bestätigt hatte. Im Grundbuch des Herzogtums Mailand von 1558 und den nachfolgenden Aktualisierungen bis zum 17. Jahrhundert ist Ello in der Gemeinde Oggiono enthalten. In einer Übersicht aller Ländereien des Herzogtums Mailand und anderer mit ihnen für Salz besteuerter Ländereien aus dem Jahr 1572 war auch Ello enthalten.
Aus den Antworten, die im Jahr 1751 auf die 45 Fragen der königlichen Volkszählungskommission gegeben wurden, geht hervor, dass die Gemeinde Ello mit Marconaga, die zur Pieve Oggiono gehörte, die bereits zusammen mit Villa Vergano, Marconaga, Cogoredo, Dolzago und Figina zum Lehen der Pieve Oggiono gehörte, das nach dem Tod des Markgrafen Ambrogio d’Adda an Agostino Bonacina überging, damals an den Markgrafen Giovanni Pietro Orrigone belehnt wurde, dem sie nichts einbrachte.
Nach der zeitweiligen Vereinigung der lombardischen Provinzen mit dem Königreich Sardinien wurde die Gemeinde Ello mit 723 Einwohnern, die von einem fünfzehnköpfigen Gemeinderat und einem zweiköpfigen Stadtrat verwaltet wird, gemäß der durch das Gesetz vom 23. Oktober 1859 festgelegten Gebietsaufteilung in den Bezirk V von Oggiono, Bezirk III von Lecco, Provinz Como, eingegliedert. Bei der Gründung des Königreichs Italien im Jahr 1861 hatte die Gemeinde 755 Einwohner (Volkszählung 1861). Nach dem Gesetz über die kommunale Ordnung von 1865 wurde die Gemeinde von einem Bürgermeister, einer Junta und einem Rat verwaltet. 
Im Jahr 1924 wurde die Gemeinde in den Bezirk Como der Provinz Como eingegliedert. Nach der Gemeindereform im Jahr 1926 wurde die Gemeinde von einem Podestà verwaltet. Nach der Gemeindereform von 1946 wurde die Gemeinde Ello von einem Bürgermeister, einem Rat und einem Ausschuss verwaltet.

## Bevölkerung
| Bevölkerungsentwicklung | Bevölkerungsentwicklung | Bevölkerungsentwicklung | Bevölkerungsentwicklung | Bevölkerungsentwicklung | Bevölkerungsentwicklung | Bevölkerungsentwicklung | Bevölkerungsentwicklung | Bevölkerungsentwicklung | Bevölkerungsentwicklung | Bevölkerungsentwicklung | Bevölkerungsentwicklung | Bevölkerungsentwicklung | Bevölkerungsentwicklung | Bevölkerungsentwicklung | Bevölkerungsentwicklung | Bevölkerungsentwicklung |
| ----------------------- | ----------------------- | ----------------------- | ----------------------- | ----------------------- | ----------------------- | ----------------------- | ----------------------- | ----------------------- | ----------------------- | ----------------------- | ----------------------- | ----------------------- | ----------------------- | ----------------------- | ----------------------- | ----------------------- |
| Jahr                    | 1861                    | 1871                    | 1881                    | 1901                    | 1921                    | 1931                    | 1936                    | 1951                    | 1961                    | 1971                    | 1981                    | 1991                    | 2001                    | 2011                    | 2022                    |                         |
| Einwohner               | 755                     | 775                     | 820                     | 752                     | 850                     | 780                     | 719                     | 742                     | 716                     | 607                     | 709                     | 901                     | 1110                    | 1242                    | 1209                    |                         |
| Quelle: ISTAT           |                         |                         |                         |                         |                         |                         |                         |                         |                         |                         |                         |                         |                         |                         |                         |                         |

## Sehenswürdigkeiten
- Pfarrkirche Sant’Antonio Abate
- Kirche Santi Giacomo e Filippo
- Villa Montecuccoli Cicogna
- Villa Amman
- Casa Raimondi